# Баста Раймс
Тре́вор Джордж Смит-младший (англ. Trevor George Smith Jr.; род. 20 мая 1972 года, Бруклин, Нью-Йорк, США), более известный под псевдонимом Busta Rhymes (рус. Ба́ста Раймс) — американский исполнитель рэпа, продюсер и актёр. Chuck D из Public Enemy дал ему псевдоним Busta Rhymes (в честь футболиста НФЛ Джорджа Раймса по прозвищу Бастер), ранее называл себя Chill-O-Ski — производное от Kool Rock-Ski из Fat Boys и Kool Moe Dee из Treacherous Three. Получил 11 номинаций на «Грэмми» и не победил ни в одной.

## Биография

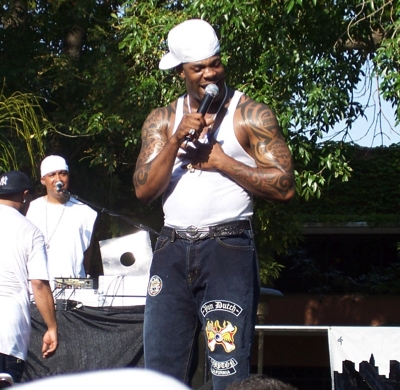
Баста Раймс в 2005 году

Баста Раймс родился в 1972 году в Бруклине и начал читать рэп в 12 лет, вскоре сменив место жительства на Лонг-Айленд. Чуть позже, обучаясь в средней школе, он познакомился с пареньком по имени Charlie Brown, вместе с ним, по легенде, они выиграли рэперский конкурс, проводимый группой Public Enemy. Маститым хип-хоперам настолько понравились эти два новичка, что Public Enemy даже якобы предложили Busta и Charlie записываться на собственной студии. Благодаря своему высокому росту и хорошей ловкости он неплохо играл в баскетбол, и многие пророчили ему карьеру игрока, но, из-за увлечения рэпом, времени на игру в баскетбол у него практически не оставалось. Дела пошли в гору, и в итоге Busta Rhymes, Charlie Brown, Dinco D и Cut Monitor Milo придумали рэп-формацию Leaders Of The New School. Молодые ребята рэповали под влиянием своих кумиров, тех же Public Enemy и Eric B & Rakim. На момент, когда Leaders Of The New School подписали контракт с престижным лейблом Elektra Busta Rhymes не было ещё и 18. Первый альбом, с названием «Future Without A Past» вышел у группы в 1991 году. Коллектив получил определённое признание в мире underground хип-хопа, но почему-то группа не смогла долго продержаться на плаву и после выпуска второго альбома в 1993 году распалась.
В 1992 году, вследствие преждевременных родов его гражданской жены, Баста потерял своего первого ребёнка. Через год у его жены Joanne Wood благополучно родился ещё один ребёнок, тоже мальчик. Его назвали T’Ziah, годами позже появились T’Khi и Trillian. Одновременно с записью собственных альбомов Busta возглавил проект под названием Flipmode Squad, в который кроме него самого вошли: Rampage, Lord Have Mercy, Spliff Star, Rah Digga и Baby Sham. Название группы отождествлялось с наименованием собственной манеры чтения рэпа, названной Bust’ой странным словом «flipmode». Параллельно с развитием собственной звукозаписывающей компании Busta Rhymes открывает ещё один бизнес, а именно — занимается созданием собственной линии одежды — «Bushi», также есть обувь «Bustagrip». В сентябре 2007 года принял ислам.
В 2000 году Раймс совместно с Оззи Осборном записал кавер-версию песни Black Sabbath «Iron Man», вошедшую в трибьют-альбом Nativity in Black II. Это вторая по счёту работа Оззи и Раймса, до этого первый успел записаться для трека «This Means War!!» в альбоме E.L.E. (Extinction Level Event): The Final World Front.
В 2002 году Раймс выпустил свой шестой студийный альбом It Ain’t Safe No More. Альбом имел умеренный успех, с хитом с участием Мэрайи Кэри и Flipmode Squad под названием «I Know What You Want». Еще одним хитом стал «Make It Clap» с участием Spliff Star.
Его седьмой студийный альбом под названием The Big Bang стал первым альбомом № 1 в его карьере. Альбом был продан тиражом более 209 000 копий за первую неделю и занял первое место в американском чарте Billboard 200. Альбом также стал его самым популярным альбомом в британских чартах, достигнув 19-й строчки. Часть альбома ранее просочилась в сеть, в результате чего несколько песен были исключены из альбома и добавлены новые.
В 2007 году Баста Раймс выпустил песню «We Made It» с участием Linkin Park. Он также написал оригинальную песню «Where’s My Money» для вымышленной радиостанции в видеоигре Grand Theft Auto IV 2008 года. Позже выяснилось, что Баста подписал контракт с Universal Motown, по которому он выпустил свой восьмой студийный альбом Back on My BS 19 мая 2009 года. Альбом был дополнен синглами «Arab Money» с участием Рона Брауза, «Hustler’s Anthem '09» с участием T-Pain и «Respect My Conglomerate». Альбом был запрещён из-за спорного содержания в Объединенных Арабских Эмиратах (ОАЭ).

## Дискография
| Год  | Название                                                                                         | Позиции в чартах | Позиции в чартах | Позиции в чартах | Позиции в чартах | Позиции в чартах | Позиции в чартах | Сертификаты | Продажи        |
| Год  | Название                                                                                         | US               | US R&B           | CAN              | UK               | GER              | FRA              | Сертификаты | Продажи        |
| ---- | ------------------------------------------------------------------------------------------------ | ---------------- | ---------------- | ---------------- | ---------------- | ---------------- | ---------------- | ----------- | -------------- |
| 1996 | The Coming - Выход: 26 марта 1996 - Лейбл: Elektra/Flipmode                                      | 6                | 1                | 9                | 48               | 80               | —                | Платиновый  | США: 797.000   |
| 1997 | When Disaster Strikes… - Выход: 15 сентября 1997 - Лейбл: Elektra/Flipmode                       | 3                | 1                | 21               | 34               | 62               | —                | Платиновый  | США: 1.677.000 |
| 1998 | Extinction Level Event: The Final World Front - Выход: 14 декабря 1998 - Лейбл: Elektra/Flipmode | 12               | 2                | 34               | 54               | 45               | —                | Платиновый  | США: 1.648.000 |
| 2000 | Anarchy - Выход: 19 июня 2000 - Лейбл: Elektra/Flipmode                                          | 4                | 1                | 26               | 38               | 63               | 56               | Платиновый  | США: 684.000   |
| 2001 | Genesis - Выход: 26 ноября 2001 - Лейбл: J Records/Flipmode                                      | 7                | 2                | —                | 58               | 27               | 42               | Платиновый  | США: 1.339.000 |
| 2002 | It Ain’t Safe No More... - Выход: 25 ноября 2002 - Лейбл: J Records/Flipmode                     | 43               | 10               | —                | 78               | 82               | 50               | Золотой     | США: 678.000   |
| 2006 | The Big Bang - Выход: 13 июня 2006 - Лейбл: Aftermath/Interscope/Flipmode                        | 1                | 1                | 6                | 19               | 10               | 18               | Золотой     | США: 626.000   |
| 2009 | Back on My B.S. - Выход: 19 мая 2009 - Лейбл: Flipmode/Universal Motown                          | 5                | 2                | 18               | 92               | 94               | 20               | —           | США: 156.000   |
| 2012 | Year of the Dragon - Выход: 2012 - Лейбл: Conglomerate/Cash Money/Universal Motown               | —                | —                | —                | —                | —                | —                | —           |                |
| 2020 | Extinction Level Event 2: The Wrath of God - Выход: 2020 - Лейбл: Conglomerate/Empire            | 7                | 4                | 26               | 99               | —                | 144              | —           |                |
| 2023 | Blockbusta - Выход: 2023 - Лейбл: Conglomerate/Epic                                              | 42               | 10               | —                | —                | —                | —                | —           |                |

## Фильмография
| Год       |    | Русское название                | Оригинальное название       | Роль          |
| --------- | -- | ------------------------------- | --------------------------- | ------------- |
| 1993      | ф  | Кто этот тип?                   | Who’s the Man?              | Джэвин        |
| 1993      | тф | На мели                         | Strapped                    | Бастер        |
| 1995      | ф  | Высшее образование              | Higher Learning             | Дрэдс         |
| 1996      | с  | Полицейские под прикрытием      | New York Undercover         | играет себя   |
| 1997      | с  | Косби                           | Cosby                       | Филипп        |
| 1998      | мф | Карапузы                        | The Rugrats Movie           | Рептар Вагон  |
| 1998      | с  | Братья Уайанс                   | The Wayans Bros.            | играет себя   |
| 1998      | с  | Шоу Стива Харви                 | The Steve Harvey Show       | Зак           |
| 1999      | мс | Ох уж эти детки!                | Rugrats                     | Рептар Вагон  |
| 2000      | ф  | Шафт                            | Shaft                       | Расан         |
| 2000      | ф  | Найти Форрестера                | Finding Forrester           | Тэррел Уоллес |
| 2001      | мс | Космический призрак             | Space Ghost Coast to Coast  | играет себя   |
| 2002      | ф  | Наркобарон                      | Narc                        | Дарнелл Бири  |
| 2002      | ф  | Хэллоуин: Воскрешение           | Halloween: Resurrection     | Фредди Харрис |
| 2004      | ф  | Воины правосудия                | Full Clip                   | Джошуа Поуп   |
| 2007—2008 | мс | Гетто                           | The Boondocks               | Флономинал    |
| 2009      | ф  | Точка разлома                   | Breaking Point              | Эл Боуэн      |
| 2015      | ф  | Клубная жизнь                   | Club Life                   | играет себя   |
| 2015      | с  | Мастер не на все руки           | Master of None              | играет себя   |
| 2016      | ф  | Король дэнсхолла                | King of the Dancehall       | Аллестар      |
| 2016      | с  | Трудности ассимиляции           | Fresh Off the Boat          | играет себя   |
| 2018      | мс | Семейка Грин в городе           | Big City Greens             | Фиш           |
| 2024      | мф | По кусочкам                     | Piece by Piece              | играет себя   |
| 2024      | мс | Все по-прежнему ненавидят Криса | Everybody Still Hates Chris | Граффити      |
| 2025      | ф  | Голый пистолет                  | The Naked Gun               |               |

## Награды и номинации
Busta Rhymes был 11 раз номинирован на «Грэмми» за 21 год сольной карьеры, но пока что не выиграл ни одной.
Премия «Грэмми»
| Год  | Песня                                                  | Категория                                | Итог      |
| ---- | ------------------------------------------------------ | ---------------------------------------- | --------- |
| 1997 | «Woo-Hah! Got You All in Check»                        | Лучшее сольное рэп исполнение            | Номинация |
| 1998 | «Put Your Hands Where My Eyes Could See»               | Лучшее сольное рэп исполнение            | Номинация |
| 1999 | «Dangerous»                                            | Лучшее сольное рэп исполнение            | Номинация |
| 2000 | «Gimme Some More»                                      | Лучшее сольное рэп исполнение            | Номинация |
| 2000 | «What’s It Gonna Be?»                                  | Лучшее рэп исполнение дуэтом или группой | Номинация |
| 2000 | E.L.E. (Extinction Level Event): The Final World Front | Лучший рэп альбом                        | Номинация |
| 2001 | «Fire»                                                 | Лучшее видео                             | Номинация |
| 2003 | «Pass the Courvoisier Pt. 2»                           | Лучшее рэп исполнение дуэтом или группой | Номинация |
| 2007 | «Touch It»                                             | Лучшее сольное рэп исполнение            | Номинация |
| 2012 | «Look At Me Now»                                       | Лучшее рэп исполнение                    | Номинация |
| 2012 | «Look At Me Now»                                       | Лучшая рэп песня                         | Номинация |

Также Баста был номинирован на 10 премий MTV Video Music Awards, но пока не выиграл ни одной.

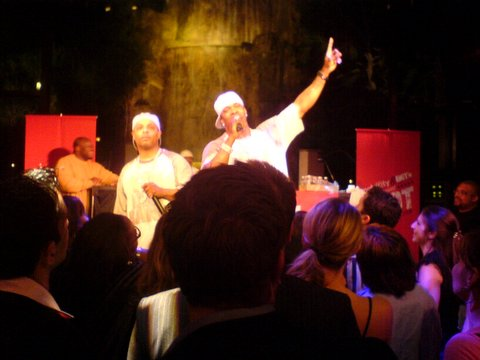
Spliff Star и Busta Rhymes, 2006 год

MTV Video Music Awards
| Год  | Песня                                    | Категория               | Итог      |
| ---- | ---------------------------------------- | ----------------------- | --------- |
| 1996 | «Woo-Hah! Got You All in Check»          | Best Breakthrough Video | Номинация |
| 1998 | «Put Your Hands Where My Eyes Could See» | Лучшее рэп-видео        | Номинация |
| 1998 | «Put Your Hands Where My Eyes Could See» | Лучшее мужское видео    | Номинация |
| 1998 | «Put Your Hands Where My Eyes Could See» | Best Breakthrough Video | Номинация |
| 1999 | «What’s It Gonna Be?»                    | Лучшее хип-хоп видео    | Номинация |
| 1999 | «Gimme Some More»                        | Best Breakthrough Video | Номинация |
| 2002 | «Pass the Courvoisier Pt. 2»             | Лучшее хип-хоп видео    | Номинация |
| 2003 | «I Know What You Want»                   | Лучшее хип-хоп видео    | Номинация |
| 2006 | «Touch It»                               | Лучшее рэп-видео        | Номинация |
| 2006 | «Touch It»                               | Лучшее мужское видео    | Номинация |